# 克里斯蒂安·舒爾茨
克里斯蒂安·舒爾茨（德語：Christian Schulz；1983年4月1日—）是一位德國足球運動員。在場上的位置是中後衛。他現在效力於德國足球甲級聯賽球隊漢諾威96足球俱樂部。